# Bandeira do Vietname do Sul
A bandeira do antigo Vietname do Sul foi desenhada pelo Imperador Thanh Thai em 1890 e usada pelo Imperador Bao Dai em 1948. Foi a bandeira do Vietname do Sul até 30 de Abril de 1975, quando o sul se rendeu incondicionalmente ao norte, formando um Vietname unificado um ano depois. A bandeira, um campo amarelo com três listas vermelhas horizontais, pode simbolizar o sangue unificador a correr pelo Norte, Centro e Sul do Vietname, ou representar o símbolo para "Sul" (a sul da China) em trigramas Taoístas.     